# Торф гіпновий
Торф гіпновий (рос. торф гипновый, англ. bog peat, нім. Hypnumtorf m) — вид торфу, що містить у своєму складі бл. 70 % залишків моху, з яких більше половини — залишки зеленого моху (Bryales). Ступінь розкладу 10-40 %, відносна вологість 90-93 %, зольність 4-10 %. Вологоємність 8-16 кг/кг. Поклади Т.г. розробляються на паливо і добриво.

## Інші різновиди торфу
| - Фускум-торф - Фрезерний торф - Магелланікум-торф - торф вербовий - торф верховий - торф гіпновий | - торф деревний - торф деревно-моховий - торф деревно-трав'яний - торф мезотрофний - торф моховий - торф низинний - торф перехідний | - торф похований - торф сфагновий - торф трав'яний - торф тростинний - торф хвощевий - торф шейхцерієвий - торф ялинковий |